# 卡尔·霍勒曼
卡尔·霍勒曼（瑞典語：Carl Hårleman，1886年6月23日—1948年8月20日），瑞典男子体操运动员。他曾获得1908年夏季奥运会体操比赛男子团体全能金牌。他也参加了1912年夏季奥运会田径比赛，获得男子撑杆跳高第12名。